# Мосгаз. Розыгрыш (телесериал)
«Мосга́з. Розыгрыш» — российский восьмисерийный детективный телевизионный художественный фильм, снятый в 2025 году режиссёром Евгением Звездаковым. Одиннадцатый из цикла художественных фильмов о жизни (теперь в отставке) майора милиции Ивана Черкасова и трудовых буднях его коллег из Московского уголовного розыска, включающего в себя также телесериалы «Мосгаз» (2012), «Палач» (2014), «Паук» (2015), «Шакал» (2016), «Операция „Сатана“» (2018), «Формула мести» (2019), «Катран» (2020), «Западня» (2021), «Последнее дело Черкасова» (2023) и «Метроном» (2024).
Премьера состоялась 28 апреля 2025 года на Okko.

## В ролях
- Андрей Смоляков — Иван Петрович Черкасов, майор милиции в отставке, пенсионер
- Марина Александрова — Софья Борисовна Тимофеева, майор милиции, начальник убойного отдела МУРа
- Сергей Угрюмов — Роберт Михайлович Лебедев, полковник, заместитель начальника Пятого управления КГБ СССР
- Вадим Андреев — Фёдор Григорьевич Саблин, генерал-майор милиции, начальник МУРа
- Юрий Тарасов — Никита Васильевич Пожидаев, подполковник милиции, заместитель начальника МУРа
- Алексей Бардуков — Алексей Гаркуша, капитан милиции, старший оперуполномоченный убойного отдела МУРа
- Александр Голубев — Егор Осадчий, старший лейтенант милиции, оперуполномоченный убойного отдела МУРа
- Луиза Мосендз — Зинаида Васильевна Кац, судмедэксперт МУРа
- Даниэла Стоянович — Маргарита Семёновна Карпухина, жена Ивана Черкасова
- Андрей Мерзликин — Виктор Ковалёв, майор милиции, исполняющий обязанности начальника, старший оперуполномоченный убойного отдела МУРа
- Ольга Лерман — Мария Ермолова, судмедэксперт МУРа
- Михаил Горевой — Капитонов, генерал-майор, начальник Пятого управления КГБ СССР
- Кирилл Кяро — Хасанов, бывший зэк
- Игорь Верник — Шорохов, актёр, телеведущий, заслуженный артист РСФСР
- Александр Самойленко — Белоусов, организатор Мослото
- Светлана Иванова — Хасанова, фактическая жена Хасанова